# Gyrochronologie
Gyrochronologie (von griechisch γύρος, jíros bzw. [ˈʝirɔs], Kreisel, Runde und χρόνος, chrónos, „Zeit“ und λόγος, lógos, „Lehre“) ist eine empirische Methode der Astrophysik zur Altersbestimmung von Sternen mittlerer und niedriger Masse mittels ihrer Rotationsperiode.
Das Alter eines Sterns ist nicht direkt messbar im Gegensatz zu anderen für die Entwicklung wesentlichen Größen wie der Masse und der chemischen Zusammensetzung. Die Methoden des Isochronen-Fitting, der Asteroseismologie sowie der Abkühlsequenz Weißer Zwerge sind abhängig von Annahmen über die Physik der Sterne wie der Mischungslänge bei konvektivem Energietransport. Unabhängig von Annahmen über die Stellarphysik sind die Lithium Depletion Boundary Technique, die magnetische Aktivität sowie die Gyrochronologie. Diese empirischen Methoden sind anwendbar für Sterne mit einer Masse von weniger als 1,3 Sonnenmassen, da sie einen konvektiven Energietransport in der Photosphäre voraussetzen.

## Physikalische Grundlagen
Sterne mit einer konvektiven Photosphäre erzeugen ein globales Magnetfeld. Ein Sternwind beschleunigt ionisierte Materie von dem Stern fort, und die elektrischen Ladungsträger des Sternwinds sind in dem Magnetfeld eingefroren. Sie folgen den Magnetfeldlinien, die aufgrund der Rotation des Sterns ebenfalls um den Stern rotieren. In der Folge muss der Stern die Materie aus dem Sternwind mitschleppen und dies bremst im Gegenzug die Rotation des Sterns. Entsprechend kann in Sternhaufen eine mit dem Alter abnehmende mittlere Rotationsperiode der Sterne beobachtet werden.

## Gyrochronologie
Die Rotationsdauer kann bei Sternen niedriger Masse durch Photometrie oder Spektroskopie gemessen werden, da Sternflecken oder Fackeln die Helligkeit bzw. das Spektrum im Laufe der Rotation modulieren. Die Rotationsdauer eines Sterns ist allerdings keine strenge Funktion der Masse und des Alters des Sterns. Es ist daher erforderlich, die Rotationsperiode von mindestens 25 Sternen zu messen. Aus der Verteilung der Perioden kann das Alter mit einer Genauigkeit von um die 30 Prozent bestimmt werden. Die messbare Altersspanne beträgt circa 20 Millionen bis 10 Milliarden Jahre, wobei die Genauigkeit bei einem Alter von 100 Millionen Jahren besser wird. Bei jüngeren Sternen kann eine Akkretion aus einer zirkumstellaren Scheibe noch zu einer Beschleunigung der Rotation der Sterne führen. Ein bedeutender Fehler in der Gyrochronologie sind nicht entdeckte Doppelsterne, die aufgrund gebundener Rotation erheblich schneller rotieren als Einzelsterne mit dem gleichen Alter.